# 弗雷澤麗卡鎮區 (愛荷華州布雷默縣)
弗雷澤麗卡鎮區（英語：Frederika Township）是位於美國愛荷華州布雷默縣的一個行政鎮區。

## 地方資料
根據2010年美國人口普查的數據，弗雷澤麗卡鎮區的面積為49.09平方千米，當中陸地面積為48.81平方千米，而水域面積為0.28平方千米。當地共有人口363人，而人口密度為每平方千米7.39人。